# Пер Мертезакер
Пер Мертезакер (нім. Per Mertesacker, нар. 29 вересня 1984, Ганновер) — німецький футболіст, що грав на позиції захисника. По завершенні ігрової кар'єри — тренер. Працює в академії лондонського «Арсенала», в якому провів значну частину ігрової кар'єри.

## Клубна кар'єра
Народився 29 вересня 1984 року в місті Ганновер. Мертезакер почав свою футбольну кар'єру в клубі «Паттенсен», з якого в 1995 році у віці 11 років перейшов до «Ганновер 96». Свій перший матч у Бундеслізі зіграв за головну команду цього клубу в листопаді 2003 року у віці 19 років і одного місяця. За  три сезони взяв участь у 74 матчах чемпіонату за рідну команду. 
Своєю грою привернув увагу представників тренерського штабу «Вердера», до складу якого приєднався 2006 року. Відіграв за бременський клуб наступні п'ять сезонів своєї ігрової кар'єри. Більшість часу, проведеного у складі «Вердера», був основним гравцем захисту команди. За цей час виборов титул володаря Кубка Німеччини.
2011 року був запрошений до лондонського «Арсенала», за який відіграв сім сезонів. Граючи у складі «канонірів» також здебільшого виходив на поле в основному складі команди. Завершив професійну кар'єру футболіста виступами за «Арсенал» у 2018 році.

## Виступи за збірні
2003 року дебютував у складі юнацької збірної Німеччини (U-20), загалом на юнацькому рівні взяв участь у 2 іграх.
2004 року залучався до складу молодіжної збірної Німеччини. На молодіжному рівні зіграв у 3 офіційних матчах.
2004 року дебютував в офіційних матчах у складі національної збірної Німеччини. Наступного року вже був основним гравцем збірної на домашньому Кубку конфедерацій 2005, на якому команда здобула бронзові нагороди.
Протягом наступного десятиріччя залишався основним центральним захисником «бундестім», ставав бронзовим призером чемпіонату світу 2006 року і чемпіонату світу 2010 року, а також віце-чемпіоном Європи 2008 року. Останнім великим турніром для Мертезакера у збірній став чемпіонат світу 2014 року, на якому він виходив на поле у шести із семи ігор своєї команди і здобув у її складі титул чемпіона світу. Після цього тріумфу завершив кар'єру у збірній.
Загалом протягом кар'єри у національній команді, яка тривала 11 років, провів у її формі 104 матчі, забивши 4 голи.

## Кар'єра тренера
Завершивши ігрову кар'єру, залишився в лондонському «Арсеналі», де почав працювати в клубній академії.

## Статистика виступів

### Статистика клубних виступів
| Сезон                   | Команда                 | Чемпіонат               | Чемпіонат | Чемпіонат | Національний кубок | Національний кубок | Національний кубок | Континентальні кубки | Континентальні кубки | Континентальні кубки | Інші змагання | Інші змагання | Інші змагання | Усього | Усього |
| Сезон                   | Команда                 | Ліга                    | Ігор      | Голів     | Ліга               | Ігор               | Голів              | Ліга                 | Ігор                 | Голів                | Ліга          | Ігор          | Голів         | Ігор   | Голів  |
| ----------------------- | ----------------------- | ----------------------- | --------- | --------- | ------------------ | ------------------ | ------------------ | -------------------- | -------------------- | -------------------- | ------------- | ------------- | ------------- | ------ | ------ |
| 2003–04                 | «Ганновер 96»           | БЛ                      | 13        | 0         | КН                 | 1                  | 0                  | -                    | -                    | -                    | -             | -             | -             | 14     | 0      |
| 2004–05                 | «Ганновер 96»           | БЛ                      | 31        | 2         | КН                 | 4                  | 1                  | -                    | -                    | -                    | -             | -             | -             | 35     | 3      |
| 2005–06                 | «Ганновер 96»           | БЛ                      | 30        | 5         | КН                 | 3                  | 0                  | -                    | -                    | -                    | -             | -             | -             | 33     | 5      |
| Усього за «Ганновер 96» | Усього за «Ганновер 96» | Усього за «Ганновер 96» | 74        | 7         |                    | 8                  | 1                  |                      |                      |                      |               |               |               | 82     | 8      |
| 2006–07                 | «Вердер»                | БЛ                      | 25        | 2         | КН                 | 0                  | 0                  | ЛЧ+КУЄФА             | 5+5                  | 1+1                  | -             | -             | -             | 35     | 4      |
| 2007–08                 | «Вердер»                | БЛ                      | 32        | 1         | КН                 | 3                  | 0                  | ЛЧ                   | 7+4                  | 0+0                  | СН            | 1             | 0             | 47     | 1      |
| 2008–09                 | «Вердер»                | БЛ                      | 23        | 2         | КН                 | 3                  | 1                  | ЛЧ+КУЄФА             | 6+7                  | 1+0                  | -             | -             | -             | 39     | 4      |
| 2009–10                 | «Вердер»                | БЛ                      | 33        | 5         | КН                 | 6                  | 0                  | ЛЄ                   | 12                   | 0                    | -             | -             | -             | 51     | 5      |
| 2010–11                 | «Вердер»                | БЛ                      | 30        | 2         | КН                 | 2                  | 0                  | ЛЧ                   | 7                    | 0                    | -             | -             | -             | 39     | 2      |
| черв.-серп. 2011        | «Вердер»                | БЛ                      | 4         | 0         | КН                 | 0                  | 0                  | -                    | -                    | -                    | -             | -             | -             | 4      | 0      |
| Усього за «Вердер»      | Усього за «Вердер»      | Усього за «Вердер»      | 147       | 12        |                    | 14                 | 1                  |                      | 53                   | 3                    |               | 1             | 0             | 215    | 16     |
| серп. 2011–12           | «Арсенал»               | ПЛ                      | 21        | 0         | КА+КЛ              | 1+0                | 0                  | ЛЧ                   | 5                    | 0                    | -             | -             | -             | 27     | 0      |
| 2012–13                 | «Арсенал»               | ПЛ                      | 34        | 3         | КА+КЛ              | 3+1                | 0                  | ЛЧ                   | 6                    | 0                    | -             | -             | -             | 44     | 3      |
| 2013–14                 | «Арсенал»               | ПЛ                      | 35        | 2         | КА+КЛ              | 6+1                | 1+0                | ЛЧ                   | 8+2                  | 0                    | -             | -             | -             | 52     | 3      |
| 2014–15                 | «Арсенал»               | ПЛ                      | 35        | 0         | КА+КЛ              | 4+0                | 2+0                | ЛЧ                   | 8+1                  | 0                    | СА            | -             | -             | 48     | 2      |
| 2015–16                 | «Арсенал»               | ПЛ                      | 24        | 0         | КА+КЛ              | 4+2                | 0+0                | ЛЧ                   | 6                    | 0                    | СА            | 1             | 0             | 36     | 0      |
| 2016–17                 | «Арсенал»               | ПЛ                      | 1         | 0         | КА+КЛ              | 1+0                | 0+0                | ЛЧ                   | 0                    | 0                    |               | -             | -             | 2      | 0      |
| 2017–18                 | «Арсенал»               | ПЛ                      | 5         | 1         | КА+КЛ              | 1+1                | 1+0                | ЛЧ                   | 3                    | 0                    | СА            | 1             | 0             | 11     | 2      |
| Усього за «Арсенал»     | Усього за «Арсенал»     | Усього за «Арсенал»     | 155       | 6         |                    | 21                 | 4                  |                      | 39                   | 0                    |               | 2             | 0             | 221    | 10     |
| Усього за кар'єру       | Усього за кар'єру       | Усього за кар'єру       | 376       | 25        |                    | 43                 | 7                  |                      | 92                   | 3                    |               | 3             | 0             | 518    | 35     |

### Статистика виступів за збірну
| Дата       | Місто                  | Господарі         | Результат               | Гості                | Турнір                       | Голи | Примітки |
| ---------- | ---------------------- | ----------------- | ----------------------- | -------------------- | ---------------------------- | ---- | -------- |
| 9-10-2004  | Тегеран                | Іран              | 0 – 2                   | Німеччина            | товариський матч             | -    | 81'      |
| 17-11-2004 | Лейпциг                | Німеччина         | 3 – 0                   | Камерун              | товариський матч             | -    |          |
| 16-12-2004 | Йокогама               | Японія            | 0 – 3                   | Німеччина            | товариський матч             | -    |          |
| 21-12-2004 | Бангкок                | Таїланд           | 1 – 5                   | Німеччина            | товариський матч             | -    |          |
| 9-2-2005   | Дюссельдорф            | Німеччина         | 2 – 2                   | Аргентина            | товариський матч             | -    |          |
| 4-6-2005   | Белфаст                | Північна Ірландія | 1 – 4                   | Німеччина            | товариський матч             | -    |          |
| 8-6-2005   | Менхенгладбах          | Німеччина         | 2 – 2                   | Росія                | товариський матч             | -    |          |
| 15-6-2005  | Франкфурт-на-Майні     | Німеччина         | 4 – 3                   | Австралія            | Кубок Конфедерацій           | 1    |          |
| 18-6-2005  | Кельн                  | Туніс             | 0 – 3                   | Німеччина            | Кубок Конфедерацій           | -    |          |
| 21-6-2005  | Нюрнберг               | Аргентина         | 2 – 2                   | Німеччина            | Кубок Конфедерацій           | -    |          |
| 25-6-2005  | Нюрнберг               | Німеччина         | 2 – 3                   | Бразилія             | Кубок Конфедерацій           | -    |          |
| 29-6-2005  | Лейпциг                | Німеччина         | 4 – 3 д.ч.              | Мексика              | Кубок Конфедерацій           | -    |          |
| 17-8-2005  | Роттердам              | Нідерланди        | 2 – 2                   | Німеччина            | товариський матч             | -    | 66'      |
| 3-9-2005   | Братислава             | Словаччина        | 2 – 0                   | Німеччина            | товариський матч             | -    |          |
| 7-9-2005   | Бремен                 | Німеччина         | 4 – 2                   | ПАР                  | товариський матч             | -    |          |
| 8-10-2005  | Стамбул                | Туреччина         | 2 – 1                   | Німеччина            | товариський матч             | -    |          |
| 12-10-2005 | Гамбург                | Німеччина         | 1 – 0                   | КНР                  | товариський матч             | -    | 45'      |
| 12-11-2005 | Сен-Дені               | Франція           | 0 – 0                   | Німеччина            | товариський матч             | -    |          |
| 1-3-2006   | Флоренція              | Італія            | 4 – 1                   | Німеччина            | товариський матч             | -    | 45'      |
| 22-3-2006  | Дортмунд               | Німеччина         | 4 – 1                   | США                  | товариський матч             | -    |          |
| 27-5-2006  | Фрайбург               | Німеччина         | 7 – 0                   | Люксембург           | товариський матч             | -    | 46'      |
| 30-5-2006  | Леверкузен             | Німеччина         | 2 – 2                   | Японія               | товариський матч             | -    |          |
| 2-6-2006   | Менхенгладбах          | Німеччина         | 3 – 0                   | Колумбія             | товариський матч             | -    |          |
| 9-6-2006   | Мюнхен                 | Німеччина         | 4 – 2                   | Коста-Рика           | ЧС 2006 - 1-й етап           | -    |          |
| 14-6-2006  | Дортмунд               | Німеччина         | 1 – 0                   | Польща               | ЧС 2006 - 1-й етап           | -    |          |
| 20-6-2006  | Берлін                 | Еквадор           | 0 – 3                   | Німеччина            | ЧС 2006 - 1-й етап           | -    |          |
| 24-6-2006  | Мюнхен                 | Німеччина         | 2 – 0                   | Швеція               | ЧС 2006 - 1/8 фіналу         | -    |          |
| 30-6-2006  | Берлін                 | Німеччина         | 1 – 1 д.ч. (4 – 2 п.п.) | Аргентина            | ЧС 2006 - чвертьфінал        | -    |          |
| 4-7-2006   | Дортмунд               | Німеччина         | 0 – 2 д.ч.              | Італія               | ЧС 2006 - півфінал           | -    |          |
| 7-2-2007   | Дюссельдорф            | Німеччина         | 3 – 1                   | Швейцарія            | товариський матч             | -    |          |
| 24-3-2007  | Прага                  | Чехія             | 1 – 2                   | Німеччина            | Відбір до ЧЄ 2008            | -    |          |
| 2-6-2007   | Нюрнберг               | Німеччина         | 6 – 0                   | Сан-Марино           | Відбір до ЧЄ 2008            | -    |          |
| 6-6-2007   | Гамбург                | Німеччина         | 2 – 1                   | Словаччина           | Відбір до ЧЄ 2008            | -    |          |
| 22-8-2007  | Лондон                 | Англія            | 1 – 2                   | Німеччина            | товариський матч             | -    |          |
| 8-9-2007   | Кардіфф                | Уельс             | 0 – 2                   | Німеччина            | Відбір до ЧЄ 2008            | -    |          |
| 13-10-2007 | Дублін                 | Ірландія          | 0 – 0                   | Німеччина            | Відбір до ЧЄ 2008            | -    |          |
| 17-10-2007 | Мюнхен                 | Німеччина         | 0 – 3                   | Чехія                | Відбір до ЧЄ 2008            | -    |          |
| 17-11-2007 | Ганновер               | Німеччина         | 4 – 0                   | Кіпр                 | Відбір до ЧЄ 2008            | -    |          |
| 21-11-2007 | Франкфурт-на-Майні     | Німеччина         | 0 – 0                   | Уельс                | Відбір до ЧЄ 2008            | -    |          |
| 6-2-2008   | Відень                 | Австрія           | 0 – 3                   | Німеччина            | товариський матч             | -    |          |
| 26-3-2008  | Базель                 | Швейцарія         | 0 – 4                   | Німеччина            | товариський матч             | -    |          |
| 27-5-2008  | Кайзерслаутерн         | Німеччина         | 2 – 2                   | Білорусь             | товариський матч             | -    |          |
| 31-5-2008  | Гельзенкірхен          | Німеччина         | 2 – 1                   | Сербія               | товариський матч             | -    | 45'      |
| 8-6-2008   | Клагенфурт-ам-Вертерзе | Німеччина         | 2 – 0                   | Польща               | ЧЄ 2008 - 1-й етап           | -    |          |
| 12-6-2008  | Клагенфурт-ам-Вертерзе | Хорватія          | 2 – 1                   | Німеччина            | ЧЄ 2008 - 1-й етап           | -    |          |
| 16-6-2008  | Відень                 | Австрія           | 0 – 1                   | Німеччина            | ЧЄ 2008 - 1-й етап           | -    |          |
| 19-6-2008  | Базель                 | Португалія        | 2 – 3                   | Німеччина            | ЧЄ 2008 - чвертьфінал        | -    |          |
| 25-6-2008  | Базель                 | Німеччина         | 3 – 2                   | Туреччина            | ЧЄ 2008 - півфінал           | -    |          |
| 29-6-2008  | Відень                 | Німеччина         | 0 – 1                   | Іспанія              | ЧЄ 2008 - Фінал              | -    |          |
| 11-10-2008 | Дортмунд               | Німеччина         | 2 – 1                   | Росія                | Відбір до ЧС 2010            | -    |          |
| 15-10-2008 | Менхенгладбах          | Німеччина         | 1 – 0                   | Уельс                | Відбір до ЧС 2010            | -    |          |
| 19-11-2008 | Берлін                 | Німеччина         | 1 – 2                   | Англія               | товариський матч             | -    |          |
| 11-2-2009  | Дюссельдорф            | Німеччина         | 0 – 1                   | Норвегія             | товариський матч             | -    | 45'      |
| 28-3-2009  | Лейпциг                | Німеччина         | 4 – 0                   | Ліхтенштейн          | Відбір до ЧС 2010            | -    |          |
| 1-4-2009   | Кардіфф                | Уельс             | 0 – 2                   | Німеччина            | Відбір до ЧС 2010            | -    |          |
| 12-8-2009  | Баку                   | Азербайджан       | 0 – 2                   | Німеччина            | Відбір до ЧС 2010            | -    |          |
| 9-9-2009   | Ганновер               | Німеччина         | 4 – 0                   | Азербайджан          | Відбір до ЧС 2010            | -    |          |
| 10-10-2009 | Москва                 | Росія             | 0 – 1                   | Німеччина            | Відбір до ЧС 2010            | -    |          |
| 18-11-2009 | Гельзенкірхен          | Німеччина         | 2 – 2                   | Кот-д'Івуар          | товариський матч             | -    |          |
| 3-3-2010   | Мюнхен                 | Німеччина         | 0 – 1                   | Аргентина            | товариський матч             | -    |          |
| 29-5-2010  | Будапешт               | Угорщина          | 0 – 3                   | Німеччина            | товариський матч             | -    |          |
| 3-6-2010   | Франкфурт-на-Майні     | Німеччина         | 3 – 1                   | Боснія і Герцеговина | товариський матч             | -    |          |
| 13-6-2010  | Дурбан                 | Німеччина         | 4 – 0                   | Австралія            | ЧС 2010 - 1-й етап           | -    |          |
| 18-6-2010  | Порт-Елізабет          | Німеччина         | 0 – 1                   | Сербія               | ЧС 2010 - 1-й етап           | -    |          |
| 23-6-2010  | Йоганнесбург           | Гана              | 0 – 1                   | Німеччина            | ЧС 2010 - 1-й етап           | -    |          |
| 27-6-2010  | Блумфонтейн            | Німеччина         | 4 – 1                   | Англія               | ЧС 2010 - 1/8 фіналу         | -    |          |
| 3-7-2010   | Кейптаун               | Аргентина         | 0 – 4                   | Німеччина            | ЧС 2010 - чвертьфінал        | -    |          |
| 7-7-2010   | Дурбан                 | Німеччина         | 0 – 1                   | Іспанія              | ЧС 2010 - півфінал           | -    |          |
| 10-7-2010  | Порт-Елізабет          | Уругвай           | 2 – 3                   | Німеччина            | ЧС 2010 - матч за 3-тє місце | -    |          |
| 3-9-2010   | Брюссель               | Бельгія           | 0 – 1                   | Німеччина            | Відбір до ЧЄ 2012            | -    |          |
| 7-9-2010   | Кельн                  | Німеччина         | 6 – 1                   | Азербайджан          | Відбір до ЧЄ 2012            | -    | 11'      |
| 8-10-2010  | Берлін                 | Німеччина         | 3 – 0                   | Туреччина            | Відбір до ЧЄ 2012            | -    |          |
| 12-10-2010 | Нур-Султан             | Казахстан         | 0 – 3                   | Німеччина            | Відбір до ЧЄ 2012            | -    |          |
| 9-2-2011   | Дортмунд               | Німеччина         | 1 – 1                   | Італія               | товариський матч             | -    |          |
| 26-3-2011  | Кайзерслаутерн         | Німеччина         | 4 – 0                   | Казахстан            | Відбір до ЧЄ 2012            | -    |          |
| 6-9-2011   | Гданськ                | Польща            | 2 – 2                   | Німеччина            | товариський матч             | -    |          |
| 7-10-2011  | Стамбул                | Туреччина         | 1 – 3                   | Німеччина            | Відбір до ЧЄ 2012            | -    |          |
| 11-10-2011 | Дортмунд               | Німеччина         | 3 – 1                   | Бельгія              | Відбір до ЧЄ 2012            | -    |          |
| 15-11-2011 | Гамбург                | Німеччина         | 3 – 0                   | Нідерланди           | товариський матч             | -    |          |
| 26-5-2012  | Базель                 | Швейцарія         | 5 – 3                   | Німеччина            | товариський матч             | -    |          |
| 31-5-2012  | Лейпциг                | Німеччина         | 2 – 0                   | Ізраїль              | товариський матч             | -    |          |
| 7-9-2012   | Ганновер               | Німеччина         | 3 – 0                   | Фарерські острови    | Відбір до ЧС 2014            | -    |          |
| 12-10-2012 | Дублін                 | Ірландія          | 1 – 6                   | Німеччина            | Відбір до ЧС 2014            | -    |          |
| 16-10-2012 | Берлін                 | Німеччина         | 4 – 4                   | Швеція               | Відбір до ЧС 2014            | 1    |          |
| 14-11-2012 | Амстердам              | Нідерланди        | 0 – 0                   | Німеччина            | товариський матч             | -    |          |
| 6-2-2013   | Сен-Дені               | Франція           | 1 – 2                   | Німеччина            | товариський матч             | -    |          |
| 22-3-2013  | Нур-Султан             | Казахстан         | 0 – 3                   | Німеччина            | Відбір до ЧС 2014            | -    |          |
| 26-3-2013  | Нюрнберг               | Німеччина         | 4 – 1                   | Казахстан            | Відбір до ЧС 2014            | -    |          |
| 29-5-2013  | Бока-Ратон             | Німеччина         | 4 – 2                   | Еквадор              | товариський матч             | -    | кап.     |
| 2-6-2013   | Вашингтон              | США               | 4 – 3                   | Німеччина            | товариський матч             | -    | 46'      |
| 14-8-2013  | Кайзерслаутерн         | Німеччина         | 3 – 3                   | Парагвай             | товариський матч             | -    | 46'      |
| 6-9-2013   | Мюнхен                 | Німеччина         | 3 – 0                   | Австрія              | Відбір до ЧС 2014            | -    |          |
| 10-9-2013  | Торсгавн               | Фарерські острови | 0 – 3                   | Німеччина            | Відбір до ЧС 2014            | 1    |          |
| 11-10-2013 | Кельн                  | Німеччина         | 3 – 0                   | Ірландія             | Відбір до ЧС 2014            | -    |          |
| 19-11-2013 | Лондон                 | Англія            | 0 – 1                   | Німеччина            | товариський матч             | 1    | кап.     |
| 5-3-2014   | Штутгарт               | Німеччина         | 1 – 0                   | Чилі                 | товариський матч             | -    |          |
| 1-6-2014   | Менхенгладбах          | Німеччина         | 2 – 2                   | Камерун              | товариський матч             | -    | кап.     |
| 6-6-2014   | Майнц                  | Німеччина         | 6 – 1                   | Вірменія             | товариський матч             | -    |          |
| 16-6-2014  | Салвадор (Бразилія)    | Німеччина         | 4 – 0                   | Португалія           | ЧС 2014 - 1-й етап           | -    |          |
| 21-6-2014  | Форталеза              | Німеччина         | 2 – 2                   | Гана                 | ЧС 2014 - 1-й етап           | -    |          |
| 26-6-2014  | Ресіфі                 | США               | 0 – 1                   | Німеччина            | ЧС 2014 - 1-й етап           | -    |          |
| 30-6-2014  | Порту-Алегрі           | Німеччина         | 2 – 1 д.ч.              | Алжир                | ЧС 2014 - 1/8 фіналу         | -    |          |
| 8-7-2014   | Белу-Оризонті          | Бразилія          | 1 – 7                   | Німеччина            | ЧС 2014 - півфінал           | -    | 46'      |
| 13-7-2014  | Ріо-де-Жанейро         | Німеччина         | 1 – 0 д.ч.              | Аргентина            | ЧС 2014 - Фінал              | -    | 120'     |
| Усього     |                        | Матчів (8 місце)  | 104                     |                      | Голів                        | 4    |          |

## Досягнення
Збірна Німеччини
- Чемпіон світу: 2014
- Віце-чемпіон Європи: 2008
- Бронзовий призер чемпіонату світу: 2006, 2010

«Вердер»
- Володар Кубка Німеччини: 2008–09
- Володар Кубка німецької ліги: 2006
- Володар Суперкубка Німеччини: 2009

«Арсенал»
- Володар Кубка Англії: 2013–14, 2014–15, 2016–17
- Володар Суперкубка Англії: 2014, 2015, 2017